# Красный Яр (Калтасинский район)
Красный Яр (баш. Ҡыҙылъяр) — деревня в Калтасинском районе Республики Башкортостан Российской Федерации. Входит в состав Амзибашевского сельсовета. Находится на реке Берёзовка.

## География

### Географическое положение
Расстояние до:
- районного центра (Калтасы): 27 км,
- центра сельсовета (Амзибаш): 8 км,
- ближайшей ж/д станции (Янаул): 81 км.

## Население
| 2002 | 2009 | 2010 |
| ---- | ---- | ---- |
| 98   | ↘92  | ↘76  |

Национальный состав
Согласно переписи 2002 года, преобладающая национальность — марийцы (99 %).